# 전촉
전촉(前蜀, 907년 ~ 925년)은 중국 오대십국시대 십국 중 하나로 성도를 중심으로 지금의 사천성·중경시 일대 전역의 및 감숙성과 섬서성의 각 남쪽 일부 지역을 통치했던 국가이다. 당나라 말기의 군벌 가운데 한 사람이었던 왕건이 건국하였다.

## 역사
창시자 왕건은 허주 무양현 사람으로 황소의 난 평정에 가담하여 공적을 세웠다. 그 후 당나라의 실력자였던 환관 전령자(田令孜)의 양자가 되어, 당 희종이 검남서천도(劍南西川道, 본부는 지금의 사천성 성도시에 있었다)로 피신해 왔을 때 도운 일이 계기가 되어 벽주(璧州, 지금의 사천성 통강시)자사가 되었다.
888년 영평군(永平軍, 본부는 지금의 사천성 성도시의 현급시인 공래시에 있었다)절도사가 되었고, 891년에는 성도에 있던 검남서천절도사인 진경선과 양부 전령자를 살해하고 성도를 장악하였다. 그 다음에는 검남서천도 관하의 전 지역을 장악하여 사천성 전지역을 완전히 지배하에 두었다. 또한 901년에는 군벌 기왕 봉상절도사의 이무정으로부터 산남서도(山南西道, 본부는 지금의 섬서성 한중시에 있었다)을 빼앗았다. 이로 인해 903년 당나라 조정으로부터 촉왕에 봉해졌고, 이후 907년 후량에 의해 당나라가 멸망하자 황제를 자칭하였다.
촉은 천연의 요해에 위치했기에 주변으로부터의 침공위험이 적었고, 소금과 철등 자원과 물자가 풍부하여 예로부터 [천부](天府)라고 불리었다. 그래서 중원의 전란을 피해 많은 문인, 승려, 백성들이 평화로운 촉으로 몰려들어왔다. 왕건도 풍부한 경제력을 바탕으로 문화를 보호하여 목판인쇄를 통해 유교, 불교의 경전 출판과 이 땅에서 나는 견직물같은 특산품 생산사업을 육성하였다.
그러나 한편으론 침공의 위험성이 희박한 것 때문에 군대의 눈은 내부의 감시로 향해져, 심사단(尋事團)이라 불리는 비밀경찰을 만들어 불평분자들을 압박하고 살해했다.
918년 왕건이 죽자 왕건의 아들과 양자 사이에서 계승권 다툼이 일어나 최종적으로 왕건의 막내아들 왕연(王衍)이 뒤를 계승했다. 왕연은 촉의 경제력을 배경으로 사치에 몰두하고, 정치는 환관에게 일임하여 백성들을 쥐어짰다. 이로 인해 민심은 급속도로 떨어져 나가기 시작했고, 925년 후당군의 침공에 저항하는 자들이 없어, 간단하게 멸망당했다. 왕연은 장안으로 호송도중 살해되었다. 
전촉 멸망후 무장 맹지상이 이 땅의 통치를 후당으로부터 일임받았으나 후에 독립하여 후촉을 건국하였다.

## 문화
전촉이 보호했던 문인(文人)으로서 저명한 인물은 당나라 말기 대표적 시인 중 한 명으로 평가받는 위장(韋荘)과 후에 북송의 화단(画壇)에 영향을 끼친 궁정화가 황전(黄筌), 서(書)와 그림에 뛰어났던 선월대사(禅月大師) 관휴(貫休)등이 있다.
또 성도의 교외에는 영릉(永陵)이라 불리는 왕건의 묘가 남아있는데, 그중에는 왕건의 관을 둘러싼 24명의 진자(秦者)와 12명의 역사(力士)의 석조(石彫)가 있다. 이 묘는 1942년에 발견되어 현재 일반에게 공개되었다.

## 역대 군주
| 대수 | 묘호                            | 시호                                        | 성명       | 연호                                                                                                 | 재위 기간     | 능호       |
| ---- | ------------------------------- | ------------------------------------------- | ---------- | --- | ------------- | ---------- |
| -    | 촉 성조 (蜀聖祖) (촉 고조 추숭) | 지도옥신황제 (至道玉宸皇帝)                 | 희진(姬晉) | - | -             | -          |
| 1    | 촉 고조 (蜀高祖)                | 신무성문효덕명혜황제 (神武聖文孝德明惠皇帝) | 왕건(王建) | 무성(武成) 908년 ~ 910년 영평(永平) 911년 ~ 915년 통정(通正) 916년 천한(天漢) 917년 광천(光天) 918년 | 907년 ~ 918년 | 영릉(永陵) |
| 2    | -                               | 성덕명효황제 (聖德明孝皇帝) (후주<後主>)    | 왕연(王衍) | 건덕(乾德) 919년 ~ 924년 함강(咸康) 925년                                                            | 918년 ~ 925년 | -          |

## 관료

### 재상
전촉의 재상은 동중서문하평장사(약칭 동평장사)로, 대부분 중서시랑(中書侍郞)·문하시랑(門下侍郞)이 겸임하였다. 당나라에서는 중서령을 재상으로 삼았기 때문에 중서령의 지위가 높았으나, 전촉의 중서령은 대부분 왕건의 양자들이 겸임하였고, 전임은 따로 두지 않았다.

#### 중서령
- 왕종길(907년 ~ 908년)
- 왕종필(918년 ~ 925년)

#### 동중서문하평장사
- 주상(907년 ~ 920년)
- 위장(908년 ~ 910년)
- 장격(908년 ~ 918년, 924년 ~ 925년)
- 왕개(909년 ~ 912년, 913년 ~ 925년)
- 유전소(910년 ~ 917년, 918년 ~ 925년)
- 허적(924년 ~ 925년)

### 추밀사
전촉의 추밀사도 중요한 관직으로, 910년대 이후로 조정의 대권을 장악하였다. 공식 직함은 내추밀사(內樞密使)였다. 당나라에서는 추밀사로 환관을 임용하였다. 전촉은 전반기에는 문관을 내추밀사로 임용하였으나, 후반기에는 장수들이 통제를 받지 않을 것을 우려하여 환관을 내추밀사로 임용하면서 조정의 정치는 점점 나빠졌다.

#### 역대 내추밀사
- 당도습(907년 ~ 910년, 913년)
- 반항(910년 ~ 911년, 913년)
- 반초(911년 ~ 913년, 913년 ~ 914년)
- 모문석(914년 ~ 917년) - 다만 정식의 내추밀사에는 임명되지 않았고, 내추밀원(內樞密院) 판사(判事)를 지냈다.
- 유응적(917년 ~ 918년?) - 유전소의 재종제. 917년에 모문석의 후임으로 내추밀원 판사에 임명되었고, 그 해 연말에 정식으로 내추밀사에 임명되었다. 이후 추밀사를 맡고 있었는지와 918년 이후의 행적은 알 수 없다.
- 송광사(918년 ~ 925년) - 환관

## 같이 보기
- 후촉